# Češnjevek, Trebnje
Češnjevek je podeželjsko naselje v občini Trebnje. 
Češnjevek je gručasto naselje na nizki vzpetini vzhodno od Trebnjega, k naselju pa spadata tudi zaselka Peščejak in Parjavec. Nad vasjo se dviga vinska reber Parjavec, v bližini vasi pa izvira več studencev, med katerimi so največji potok Reber, Zgornji studenec in Spodnji studenec. Vaške njive se razprostirajo v Lokah, Bajnovcih, Gričih, Poljanah in Pri kamnu, na njih pa gojijo predvsem krompir, koruzo in druge krmne rastline kot sta pšenica ter ječmen. Severno in jugozahodno od vasi pa so gozdovi Mlačne, Zavrh, Gomila in Dolenja hosta, kjer raste mešani gozd s prevlado listavcev. Severno od vasi so tudi ostanki razvalin nekdanjega gradu, o katerem kroži  legenda o zakopanem zlatem teletu. Tele ni bilo nikoli najdeno.
Češnjevek je imel 109 prebivalcev v letu 2012, po današnjih podatkih pa naj bi imel 145 prebivalcev (2021).